# La Chanson d'Ève
La Chanson d'Ève, op. 95, est un cycle de dix mélodies pour voix et piano, composé par Gabriel Fauré entre 1906 et 1910. Il est basé sur le recueil de poèmes homonyme de Charles Van Lerberghe. C'est le plus long cycle de mélodies de Fauré.

## Composition
C'est Octave Maus qui fit découvrir à Fauré les poèmes de Van Lerberghe. Les mélodies furent composées entre juin 1906 et janvier 1910. Crépuscule fut achevé en premier lieu, en juin 1906; il s'agit d'une réécriture de la musique de Mélisande's Song, une version vocale de 1898 de la Chanson de Mélisande du Pelléas et Mélisande, la seule que Fauré ait faite d'un texte en anglais.
Ce n'est qu'après la publication indépendante de Crépuscule que Fauré conçut l'idée d'un cycle de mélodies. Suivirent alors en septembre Paradis et Prima verba , pendant que Fauré visitait Stresa et Lausanne. Roses ardentes et L'Aube blanche s'ajoutèrent en juin 1908, et le reste fut composé à partir de juillet 1909. Il s'agit des années au cours desquelles Fauré travaillait à son opéra Pénélope.

## Pièces
Les pièces de Fauré, choisies dans trois des quatre sections que compte le recueil de Van Lerberghe, sont les suivantes :
1. Paradis (des Premières paroles)
2. Prima verba (des Premières paroles)
3. Les Roses ardentes (des Premières paroles)
4. Comme Dieu rayonne (des Premières paroles)
5. L'Aube blanche" (des Premières paroles)
6. Eau vivante (des Premières paroles)
7. Veilles-tu, ma senteur de soleil ? (de La tentation)
8. Dans un parfum de roses blanches (des Premières paroles)
9. Crépuscule (de Crépuscule)
10. O mort, poussière d'étoiles (de Crépuscule)

Durée approximative : 23 min.

## Premières
Les premières créations furent celles de Paradis, Prima verba et Crépuscule, le 18 mars 1908 au Bechstein Hall. Les mélodies étaient chantées par Jeanne Raunay et Fauré était au piano. Le 26 mai 1909, en la Salle Érard, Raunay et Fauré créèrent Roses ardentes, Comme Dieu rayonne, L'Aube blanche et Eau vivante, en plus de la représentation des trois premiers morceaux.
Le cycle complet fut créé par Raunay et Fauré le 20 avril 1910 lors du premier concert de la Société musicale indépendante, au programme duquel figuraient également les créations de D'un cahier d'esquisses de Claude Debussy ainsi que de Ma mère l'Oye de Maurice Ravel. Le lendemain, Ravel écrivit à Fauré qu'il avait été très ému par son cycle de mélodies.

## Discographie
- 1974 : Elly Ameling (soprano) et Dalton Baldwin (piano), La Voix de son maître, dans le coffre Mélodies 2C 165-12831 [écouter en ligne]
- 1996 : Véronique Dietschy (soprano) et Philippe Cassard (piano), Decca Records France [écouter en ligne]